# Adonisea purpurascens
Adonisea purpurascens är en fjärilsart som beskrevs av August Michael Tauscher 1809. Adonisea purpurascens ingår i släktet Adonisea och familjen nattflyn. Inga underarter finns listade i Catalogue of Life.